# Баннер, Луи
Луи Уэндланд Баннер (англ. Lois Wendland Banner; род. июль 1939) — американский историк, профессор и автор нескольких книг о женщинах в истории Соединённых Штатов. Она специализируется на истории гендерных отношений в Америке и является одним из признанных[кем?] авторитетов в этой области.

## Биография
Баннер работала в качестве профессора истории в Университете Северной Каролины в Чапел-Хилле и имеет многочисленные публикации на тему гендерных отношений в Америке. Она написала несколько книг, включая «Американские женщины: от колониального времени до начала XXI века» (англ. American Women: A Library of Congress Guide for the Study of Women’s History and Culture in the United States), «Элизабет Кэди Стэнтон: A Radical for Women’s Rights» (англ. Elizabeth Cady Stanton: A Radical for Women’s Rights) и «Мэрилин Монро: The Passion and the Paradox» (англ. Marilyn Monroe: The Passion and the Paradox).
Её работы сосредоточены на исследовании женщин, которые оказали значительное влияние на культуру и историю Соединённых Штатов, и на развитии идей о гендерных отношениях в обществе. Баннер активно продолжает свою научную деятельность и до сих пор является признанным авторитетом в области гендерных исследований.

## Избранные работы
- Women in Modern America: A Brief History, 1974.
- Elizabeth Cady Stanton: A Radical for Women’s Rights. Addison-Wesley Publishers, 1979. A
- American Beauty, Alfred Knopf, 1983.
- Finding Fran: History and Memory in the Lives of Two Women, Columbia University Press, 1998.
- In Full Flower: Aging Women, Power, and Sexuality, Alfred Knopf, 1992.
- Intertwined Lives: Margaret Mead, Ruth Benedict, and Their Circle, Alfred Knopf, 2003
- MM-Personal: From the Private Archive of Marilyn Monroe, Abrams, 2011.
- Marilyn: The Passion and the Paradox, Bloomsbury USA, 2012: ISBN 9781608195312